# 하마사카역
하마사카역(일본어: 浜坂駅, はまさかえき)은 일본 효고현 미카타군 신온센정에 있는 서일본 여객철도의 철도역이다.
특급 하마카제가 정차한다.

## 역 구조
2면 3선 구조의 지상역이다. 역사는 단식 승강장 쪽에 있으며, 섬식 승강장과는 지하도로 이어져 있다.

### 승강장
| 1·2·3 | ■ 산인 본선 | 기노사키온센 · 도요오카 방면 |
| 1·2·3 | ■ 산인 본선 | 돗토리 · 요나고 방면         |

## 역세권 정보
- 국도 제178호선

## 역사
- 1911년 11월 10일 - 일본국유철도 산인 본선 이와미 역 ~ 하마사카 역 구간이 개업하였다.
- 1912년 3월 1일 - 아마루베 철교의 개통으로 산인 본선에 통합되었다.
- 1987년 4월 1일 - 민영화에 따라 서일본 여객철도의 소속이 되었다.

## 인접역
| 서일본 여객철도 산인 본선 | 서일본 여객철도 산인 본선 | 서일본 여객철도 산인 본선 |
| ------------------------- | ------------------------- | ------------------------- |
| 구타니 교토 방면          | ■ 산인 본선               | 모로요세 돗토리 방면      |